# Rosa Giacinta Badalla
Rosa Giacinta Badalla (Milano ?, 1660 circa – 1710 circa) è stata una compositrice italiana del XVII secolo, monaca benedettina, attiva a Milano.

## Biografia
Rosa Giacinta Badalla nacque probabilmente a Milano nel 1660 e divenne monaca benedettina nel 1678, venendo a stare nel monastero di Santa Radegonda a Milano, dove erano attive anche altre monache-compositrici, come Claudia Sessa, Claudia Rusca e Chiara Margherita Cozzolani.
Pubblicò nel 1684 a Venezia la raccolta dei Mottetti a voce sola e compose inoltre le cantate in lingua latina Vuò cercando e O fronde care.